# Plan de Gatica
Plan de Gatica är en ort i Mexiko.   Den ligger i kommunen Acatepec och delstaten Guerrero, i den södra delen av landet, 260 km söder om huvudstaden Mexico City. Plan de Gatica ligger 579 meter över havet och antalet invånare är 959.
Terrängen runt Plan de Gatica är huvudsakligen kuperad, men norrut är den bergig. Runt Plan de Gatica är det ganska tätbefolkat, med 58 invånare per kvadratkilometer. Närmaste större samhälle är Ayutla de los Libres, 18,6 km söder om Plan de Gatica. I omgivningarna runt Plan de Gatica växer huvudsakligen savannskog.